# Crucea Eroilor de pe Muntele Straja
Crucea Eroilor de pe Muntele Straja este un monument comemorativ al celor 800 de militari români care au căzut în toamna anului 1916 în luptele din Defileul Jiului în Primul Război Mondial.
Monumentul este realizat din oțel și are o înălțime de 18,6 metri și a fost construit la o altitudine de 1485 metri. Crucea a fost sfințită în ziua de 30 octombrie 1996 de starețul Mănăstirii Lainici, Ioachim Pârvulescu. Fondurile necesare realizării obiectivului au fost donații private, îndeosebi din partea omului de afaceri Emil Ilie Părău. După trei ani, în anul 1999, Emil Părău a pus piatra de temelie a Schitului Straja ce a fost edificat în apropierea crucii omagiale. Dacă se ia în considerare doar altitudinea la care a fost ridicată, Crucea Eroilor de pe Muntele Straja se află pe cel de al treilea loc din România, după cea de pe Muntele Mic. Elementul de departajare este înălțimea ei de doar 18,6 metri, fapt pentru care ocupă doar locul al patrulea dintre cele construite la cea mai mare altitudine din România până anul 2018, după Crucea Eroilor de pe Dealul lui In din județul Dâmbovița.
Din anul 2000 se organizează anual procesiuni religioase în Vinerea Mare, similare Drumului Crucii. Accesul spre obiectiv se face pornind din Lupeni pe o șosea asfaltată de circa 10 kilometri.
În anul 2018, Crucea Eroilor de pe Muntele Straja ocupă locul al șaptelea în funcție de dimensiunea la care a fost realizată. 